# Keizerlijk Edict (1786)
De keizerlijk Edicten van 1786 waren verschillende wetten opgelegd door Keizer Jozef II die tot doel hadden het opheffen van openbare processies en het afschaffen van openbare devoties in de Habsburgse Nederlanden. Mogelijk vond de Keizer deze cultuur verouderd, of stoorde hij zich aan de (financiële) macht van verschillende broederschappen. Vermoedelijk wou dezelfde keizer, naast het hervormen, ook de kerkelijke autoriteiten vernederen: hij verplichtte de plaatselijke pastoors zijn edicten vanaf de kansel openbaar af te kondigen. 

## Tekst

### Edict van 11 februari
"Art . I. Alle kermissen of kerkwijdingen in België zullen voortaan op denzelfden dag gehouden worden..."

### Edict van 8 april
Dit edict had tot doel de vernietiging der Broederschappen: alle broederschappen moesten hun bezitting aangeven, waarna een confiscatie volgde. In Brugge alleen werden 78 broederschappen opgeheven.

### Edict van 10 mei
Dit edict met als doel tot abolitie treft de oude processiecultuur en de bijhorende ommegangen. Slecht 2 processies mogen nog jaarlijks doorgaan per parochie, met de nodige restricties.
"Er mogen in de processies geen beelden of eender welke afbeeldingen gedragen worden, noch vaandels van gildes, uitzonderlijke kledij of andere soortgelijke bonte kleuren en er mag geen muziek gespeeld worden." Ook stadsreuzen vielen onder de slachtoffers.

## Effect
De edicten kenden grote navolging, maar  de persoonlijke populariteit van de keizer bereikte snel een dieptepunt. Door deze maatregelen werden heel wat plaatselijke broederschappen compleet vernietigd: het was hen verboden om openbaar hun devotie te belijden. Ook in de Zuidelijke Nederlanden werden heel wat stadsreuzen getroffen: ook hen was het verboden in een stoet mee te lopen.

## Getroffen processies en broederschappen
- Echternach: het was verboden om te dansen tijdens de vermaarde oude bedevaart, waarvan de laatste etappe door de bedevaarders al springend doorbrachten.
- Mechelen: OLV van Hanswijck : eerder waren de regulier kanunniken, die de eredienst verzorgden, door het edict van 1783 al uit hun klooster verdreven.
- Brugge: zowel de broederschap, de bedevaart als de processie.
- Veurne: de Boetprocessie van Veurne en de Sodaliteit van de Gekruisigde Zaligmaker
- Sint-Niklaas: de Broederschap van het Allerheiligste Sacrament

## Einde
Het edict bleef gedurende het leven van de Keizer van kracht. De keizer zou later de kerkelijke prelatuur opnieuw treffen met de afkondiging van een nieuw edict dat de afschaffing van de seminaries voorschreef, dat in Leuven hard aankwam. Dit leidde tot woede bij de diocesane clerus. Eerder waren ook al de loges gedwongen hun activiteiten te staken: zij werden opgedoekt dankzij het edict van 1785.